# Selectra
Selectra est une entreprise privée française, courtier rémunéré multi-offres (énergie, télécoms, assurances, banques...) et de webmarketing.
Le courtier est épinglé à plusieurs reprises par la Direction générale de la Concurrence, de la Consommation et de la Répression des fraudes (DGCCRF), l'UFC Que choisir, et le médiateur national de l'énergie pour pratiques commerciales trompeuses, parasitisme, fausses promotions et discours trompeurs.

## Historique
L'entreprise est fondée en septembre 2007 par Xavier Pinon et Aurian de Maupeou d'Ableiges alors étudiants, dans le contexte de libéralisation économique du marché de l'électricité,. Selectra compare les offres d'électricité et de gaz.
En 2010, le site Kelwatt.fr est acheté par Selectra. Cette même année, l'entreprise intègre l'incubateur de Sciences Po.
En juillet 2014, Selectra achète le site echosdunet.net, lui permettant de se diversifier sur le secteur des télécoms
En 2015, en partenariat avec Familles de France, Selectra met en place un achat groupé d'électricité et de gaz. En mai 2017 un achat groupé d'abonnements à l'internet fixe et mobile, puis en septembre 2018, un nouvel achat groupé de gaz et d'électricité,.
Le groupe clôt son exercice 2019 avec un chiffre d'affaires de 52 millions d'euros et figure en 102ᵉ position au palmarès 2020 des "Champions de la croissance" publié par les Échos. En 2022, et pour la deuxième année consécutive, Selectra fait partie de la French Tech 120,[source secondaire souhaitée].
En mars 2022, Selectra internalise la vente d'abonnements d'énergie et de téléphonie, fait croître ses effectifs à 1 700 employés.
En décembre 2022, Selectra est retenu par le tribunal de commerce d'Agen pour reprendre le site jechange.fr, après le redressement judiciaire de l'entreprise. Un quart des effectifs est supprimé.

## Activité
La société Selectra a pour activité en 2022 le courtage en ligne et par télémarketing dans le secteur de l'énergie, de l'assurance, ainsi que de promotion publicitaire, d'affiliation et d'organisation de prestations de services pour des secteurs variés.
L'entreprise perçoit une commission en cas de souscription d'une offre partenaire. L'entreprise propose un comparateur de prix d'offres d'énergie et des achats groupés.

## Implantation
En 2022, l'entreprise est présente dans 17 pays, en Espagne, Autriche, Turquie, Bulgarie, Portugal, Italie, Belgique, Japon, Royaume-Uni, Allemagne, Mexique, Brésil et France.

## Étude du marché de l'énergie
En 2015, le cofondateur, Xavier Pinon, et le directeur du pôle Contenus, Thomas Véron, signent le livre Le Marché de détail de l'énergie, paru aux Éditions L'Harmattan.

## Controverses

### Neutralité du "comparateur"
Début 2014, l’association de consommateurs UFC-Que choisir mène une enquête sur les sites comparant les prix du gaz et de l’électricité. Elle conclut qu’« en dehors du site officiel Énergie-info, mis en place et géré par le médiateur national de l'énergie, il n’existe aucun vrai comparateur de prix. En dépit de leurs promesses, ces derniers ne cherchent nullement à faire bénéficier les consommateurs de la meilleure offre du marché. Leur objectif, c’est de les orienter vers les fournisseurs partenaires qui les rémunèrent au mieux quand ils leur apportent un nouveau client. Ces sites sont biaisés et abusent de la confiance des consommateurs ».
En mars 2024, Complément d'enquête épingle Selectra pour fonctionnement trompeur, les employés de l'entreprise ne comparant pas les prix, comme il le promette, mais propose les offres des fournisseurs qui payent la plateforme pour être mis en avant.

### Pratique commerciale trompeuse, parasitisme
Selectra est mis en demeure en 2021 par le Médiateur national de l'énergie afin de cesser ses pratiques de parasitisme. L'entreprise s'est « adressé[e] à des collectivités locales
d’une façon leur laissant croire qu’il agissait au nom du comparateur du Médiateur national de l’énergie, mais en renvoyant, par un lien internet,
les internautes sur son site »,. Le courtier rémunéré est mise en demeure pour la quatrième fois par le Médiateur
national de l’énergie, sur cette pratique commerciale trompeuse,. L'entreprise poursuit l'UFC Que choisir pour son article intitulé « Comparateur énergie Selectra. Informations trompeuses et parasitisme » relatant le signalement du Médiateur. Le 25 novembre 2022, la cour d'appel de Paris déboute la société Selectra de ses demandes et rappelle ses « pratiques déloyales [...] contraires aux dispositions légales [...] mais aussi aux valeurs morales et sociales communément admises. ».
En mai 2024, l'existence d'un accord entre la Direction générale de la Concurrence, de la Consommation et de la Répression des fraudes (DGCCRF) et Selectra est divulgué, l’accord prévoyant un versement d’une amende par Selectra de 400 000 € dans le cadre d’une enquête remontant à 2020, afin d'éviter un procès pour pratique commerciale trompeuse.